# Parafia św. Izydora i Niepokalanego Serca Najświętszej Maryi Panny w Ciechankach Łęczyńskich
Parafia św. Izydora i Niepokalanego Serca Najświętszej Maryi Panny w Ciechankach Łęczyńskich – parafia rzymskokatolicka, znajdująca się w archidiecezji lubelskiej, w dekanacie Łęczna. 

## Zasięg parafii
Do parafii należą wierni mieszkający w miejscowościach; Ciechanki Krzesimowskie kol., Ciechanki Krzesimowskie w., Ciechanki Łęczyńskie, Leopoldów, Piotrówek,  Rossosz,  Trębaczów, Zakrzów, Zofiówka,
Według stanu na miesiąc grudzień 2016 liczba wiernych w parafii wynosiła 1487 osób.